# Albert Oppel

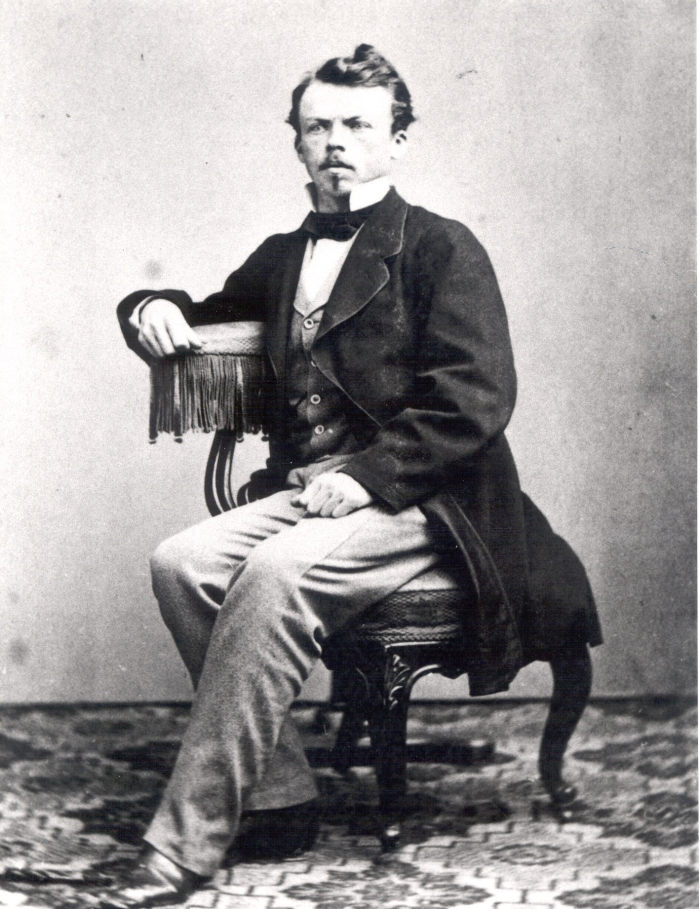
Albert Oppel

Carl Albert Oppel (Hohenheim, Stuttgart, 19 december 1831 - München, 22 december 1865) was een Duits paleontoloog en stratigraaf. Hij deed onderzoek naar de stratigrafie van het Jura en ontwikkelde daarbij het concept van biozones.

## Biografie
Oppel studeerde aan de universiteit van Tübingen, waar hij in 1853 promoveerde op stratigrafisch onderzoek van het Jura van Zuid-Engeland, Noord-Frankrijk en Duitsland. Zijn onderzoek werd van 1856 tot 1858 gepubliceerd onder de naam Die Juraformation Englands, Frankreichs and des siidwestlichen Deutschlands. In 1858 werd hij assistent in het paleontologisch museum van de universiteit van München, waar hij in 1860 hoogleraar paleontologie werd. Een jaar later werd hij directeur van het museum. Hij stierf in 1865, slechts 34 jaar oud.

## Werk
Oppel deed onderzoek naar de stratigrafie van het Jura en de fossielen uit deze periode. Belangrijk voor de ontwikkeling van de methodologie binnen de stratigrafie is zijn concept van biozones. Dit zijn delen van een stratigrafie waar een bepaalde combinatie van fossielen voorkomt. Oppel kan daarom gezien worden als een van de stichters van de biostratigrafie.
Oppel was ook de bedenker van een aantal tegenwoordig nog gebruikte namen en definities in de geologische tijdschaal. Hij benoemde de etages Tithonien en Pliensbachien.
De marerug Dorsum Oppel op de Maan is naar hem vernoemd.